# Álbuns digitais número um nos Estados Unidos em 2013
Este anexo lista os álbuns número um na Top Digital Albums em 2013. A tabela musical classifica os álbuns digitais mais bem vendidos nos Estados Unidos. A tabela é publicada pela revista Billboard e os dados são recolhidos pela Nielsen SoundScan.

## Histórico
| Data            | Álbum                                                                       | Artista(s)              | Vendas aproximadas | Notas de rodapé      |
| --------------- | --------------------------------------------------------------------------- | ----------------------- | ------------------ | -------------------- |
| 5 de Janeiro    | 12-12-12: The Concert for Sandy Relief to Benefit the Robin Hood Relief Fun | Vários intérpretes      | 82 mil             | [ 1 ] [ 2 ]          |
| 12 de Janeiro   | Red                                                                         | Taylor Swift            | 131 mil            | [ 3 ] [ 4 ]          |
| 19 de Janeiro   | Babel                                                                       | Mumford and Sons        | 76 mil             | [ 5 ] [ 6 ]          |
| 26 de Janeiro   | Pitch Perfect                                                               | Vários intérpretes      | 45 mil             | [ 7 ] [ 8 ]          |
| 2 de Fevereiro  | Long.Live.A$AP                                                              | A$AP Rocky              | 96 mil             | [ 9 ] [ 10 ]         |
| 9 de Fevereiro  | Pitch Perfect                                                               | Vários intérpretes      | 38 mil             | [ 11 ] [ 12 ]        |
| 16 de Fevereiro | Believe Acoustic                                                            | Justin Bieber           | 158 mil            | [ 11 ] [ 13 ]        |
| 23 de Fevereiro | Two Lanes of Freedom                                                        | Tim McGraw              | 41 mil             | [ 14 ] [ 15 ]        |
| 2 de Março      | Babel                                                                       | Mumford and Sons        | 101 mil            | [ 16 ] [ 17 ]        |
| 9 de Março      | Babel                                                                       | Mumford and Sons        | 28 mil             | [ 18 ] [ 19 ]        |
| 16 de Março     | Unorthodox Jukebox                                                          | Bruno Mars              | 64 mil             | [ 20 ] [ 21 ] [ 22 ] |
| 23 de Março     | Spring Break... Here To Party                                               | Luke Bryan              | 75 mil             | [ 23 ] [ 24 ]        |
| 30 de Março     | The Next Day                                                                | David Bowie             | 34 mil             | [ 25 ] [ 26 ]        |
| 6 de Abril      | The 20/20 Experience                                                        | Justin Timberlake       | 452 mil            | [ 27 ] [ 28 ]        |
| 13 de Abril     | The 20/20 Experience                                                        | Justin Timberlake       | 115 mil            | [ 29 ] [ 30 ]        |
| 20 de Abril     | Wolf                                                                        | Tyler, the Creator      | 57 mil             | [ 31 ] [ 32 ]        |
| 27 de Abril     | Paramore                                                                    | Paramore                | 63 mil             | [ 33 ] [ 34 ]        |
| 4 de Maio       | Save Rock and Roll                                                          | Fall Out Boy            | 100 mil            | [ 35 ] [ 36 ]        |
| 11 de Maio      | To Be Loved                                                                 | Michael Buble           | 59 mil             | [ 37 ] [ 38 ]        |
| 18 de Maio      | Life on a Rock                                                              | Kenny Chesney           | 66 mil             | [ 39 ] [ 40 ]        |
| 25 de Maio      | Music from Baz Luhrmann's Film The Great Gatsby                             | Vários intérpretes      | 119 mil            | [ 41 ] [ 42 ]        |
| 1 de Junho      | Modern Vampires of the City                                                 | Vampire Weekend         | 86 mil             | [ 43 ] [ 44 ]        |
| 8 de Junho      | Random Access Memories                                                      | Daft Punk               | 221 mil            | [ 45 ] [ 46 ]        |
| 15 de Junho     | Random Access Memories                                                      | Daft Punk               | 54 mil             | [ 47 ] [ 48 ]        |
| 22 de Junho     | ...Like Clockwork                                                           | Queens of the Stone Age | 40 mil             | [ 49 ] [ 50 ]        |
| 29 de Junho     | 13                                                                          | Black Sabbath           | 51 mil             | [ 51 ] [ 52 ]        |
| 6 de julho      | Yeezus                                                                      | Kanye West              | 186 mil            | [ 53 ] [ 54 ]        |
| 13 de julho     | The Gifted (álbum)                                                          | Wale                    | 95 mil             | [ 55 ] [ 56 ]        |
| 20 de julho     | Born Sinner                                                                 | J. Cole                 | 28 mil             | [ 57 ] [ 58 ]        |
| 27 de Julho     | Magna Carta... Holy Grail                                                   | Jay Z                   | 384 mil            | [ 59 ] [ 60 ]        |
| 3 de Agosto     | Magna Carta... Holy Grail                                                   | Jay Z                   | 70 mil             | [ 61 ] [ 62 ]        |
| 10 de Agosto    | Stars Dance                                                                 | Selena Gomez            | 54 mil             | [ 63 ] [ 64 ]        |
| 17 de Agosto    | Blurred Lines                                                               | Robin Thicke            | 66 mil             | [ 65 ] [ 66 ]        |
| 24 de Agosto    | The Civil Wars                                                              | The Civil Wars          | 80 mil             | [ 67 ] [ 68 ]        |
| 31 de Agosto    | Crash My Party                                                              | Luke Bryan              | 222 mil            | [ 69 ] [ 70 ]        |
| 7 de Setembro   | Paradise Valley                                                             | John Mayer              | 97 mil             | [ 71 ] [ 72 ]        |
| 14 de Setembro  | Hail to the King                                                            | Avenged Sevenfold       | 159 mil            | [ 73 ] [ 74 ]        |
| 21 de Setembro  | Yours Truly                                                                 | Ariana Grande           | 108 mil            | [ 75 ] [ 74 ]        |
| 28 de Setembro  | [[]]                                                                        | [[]]                    | mil                | [ 76 ] [ 77 ]        |
| 5 de Outubro    | [[]]                                                                        | [[]]                    | mil                | [ 78 ] [ 79 ]        |
| 12 de Outubro   | Nothing Was the Same                                                        | Drake                   | mil                | [ 80 ] [ 81 ]        |
| 19 de Outubro   | The 20/20 Experience: 2 of 2                                                | Justin Timberlake       | mil                | [ 82 ] [ 83 ]        |
| 26 de Outubro   | Bangerz                                                                     | Miley Cyrus             | mil                | [ 84 ] [ 85 ]        |
| 2 de Novembro   | Lightning Bolt                                                              | Pearl Jam               | 84 mil             | [ 86 ] [ 87 ]        |